# Deutscher Verpackungspreis

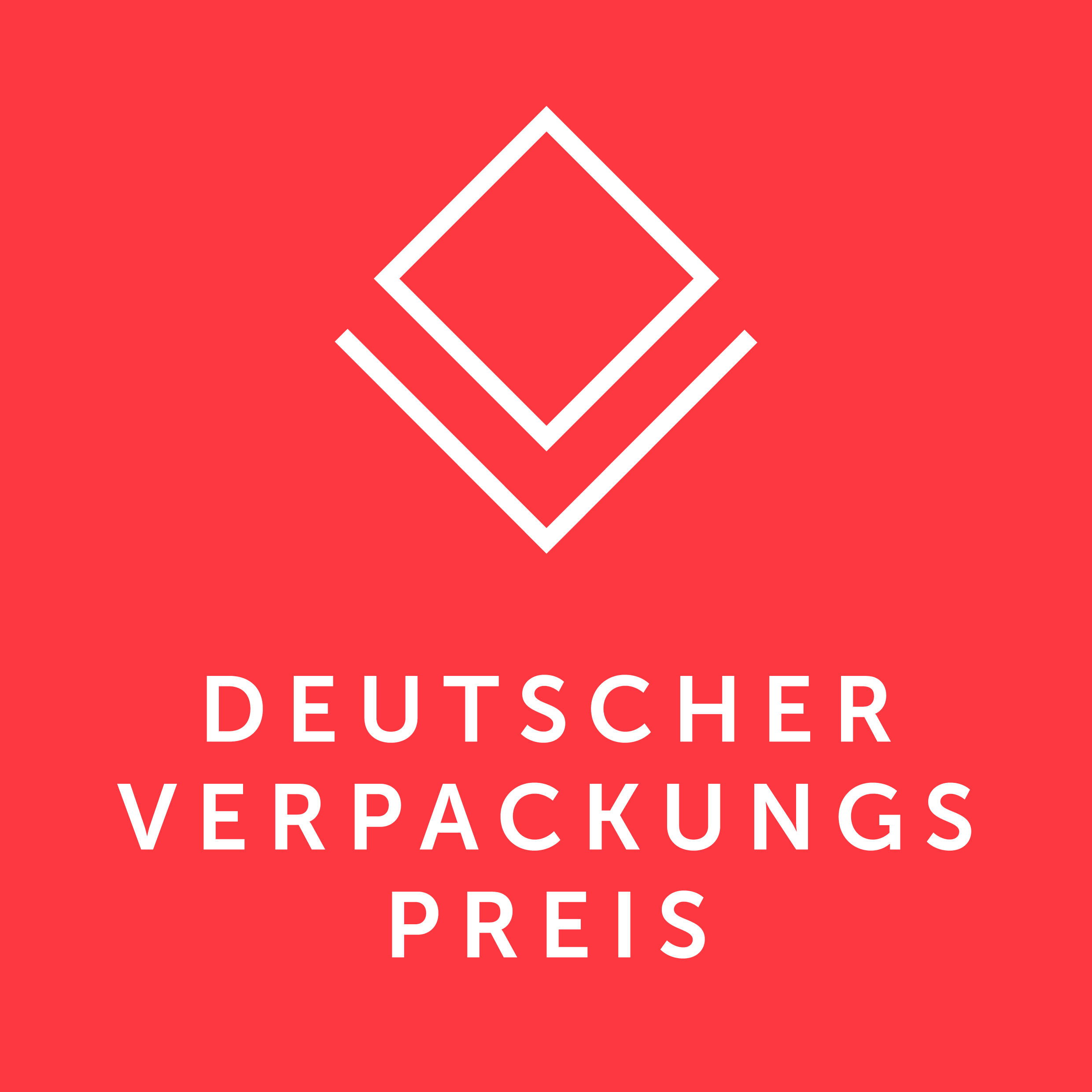
Logo des Wettbewerbs zum Deutschen Verpackungspreis

Der Deutsche Verpackungspreis ist ein internationaler, branchen- und materialübergreifender Leistungswettbewerb, dessen Ziel die Prämierung und Förderung zukunftsweisender Lösungen und Entwicklungen für Verpackungen und Verpackungsdesign ist. Er wird von einer unabhängigen Jury jedes Jahr in zehn Kategorien vergeben. Lösungen, die in den Augen der Jury besonders innovativ sind, können darüber hinaus mit einem Gold-Award ausgezeichnet werden. Der Gewinn des Deutschen Verpackungspreises oder des Gold-Awards qualifiziert für die Teilnahme am „WorldStar“-Wettbewerb der World Packaging Organisation.
Der Deutsche Verpackungspreis steht unter der Schirmherrschaft des Bundesministers für Wirtschaft und Forschung und wird vom Deutschen Verpackungsinstitut organisiert.

## Geschichte
Der Deutsche Verpackungspreis wurde 1963 vom Beirat der Rationalisierungsgemeinschaft Verpackung (RGV) gegründet. Die RGV wollte mit einer Leistungsshow die Innovationskraft der Industrie fördern.

Titelblatt der Ausschreibungsbroschüre zum 1. Deutschen Packungswettbewerb 1963

Der 1. Deutsche Packungs-Wettbewerb fand im Rahmen der 3. interpack-Messe statt. Es wurden 256 Wettbewerbsmuster eingereicht. Zu den Preisträgern gehörte die „Vakuumverpackung mit wasserdampf-, aroma- und lichtdichter Auskleidung“ für pulverisiertes Kartoffelpüree von Pfanni, die „Feinblechdose mit praktischem, verbrauchergerechtem Ausgießer“ für Speiseöl von Livio sowie von Braun und dem Designer Wolfgang Schmittel die „Packung für den elektrischen Rasierapparat“, die „zu gleicher Zeit Schau- und Verkaufsverpackung, Reiseetui und Aufbewahrungsbehältnis“ ist.
Am Wettbewerb nahmen seit 1963 Unternehmen aus den verschiedensten Branchen teil. Zu den namhaften Firmen gehören zum Beispiel die Henkel-Gruppe, Tetra Pak, Bayer AG, Siemens AG, Smurfit-Kappa, C. Josef Lamy GmbH, InBev, Würth Industrie Service GmbH & Co. KG, Beiersdorf AG, Unilever, Adidas, Amcor Flexibles Europe & Amricas, Panther Packaging, Rexam, Dr. August Oetker KG oder Rügenwalder Mühle. Für kleinere Unternehmen oder Einzelpersonen war der Gewinn eines Deutschen Verpackungspreises zudem der Ausgangspunkt für eine erfolgreiche Tätigkeit in der Verpackungsindustrie.
Seit 1996 wird der Wettbewerb vom Deutschen Verpackungsinstitut durchgeführt. Er steht unter der Schirmherrschaft des Bundesministers für Wirtschaft und Energie. 2020 lag der Schwerpunkt der Einreichungen im Bereich Nachhaltigkeit und Digitalisierung. 38 Gewinner aus Deutschland, Österreich, Großbritannien und der Schweiz wurden in zehn Kategorien prämiert.

## Zweck
Der Deutsche Verpackungspreis macht Erfindungen und neue Entwicklungen für die Öffentlichkeit sichtbar und fördert durch eine kritische und fachkundige Bewertung den Qualitätsstandard. Der Preis ist als Leistungswettbewerb angelegt. Er fördert und unterstützt Innovationen besonders im Bereich seiner Bewertungskriterien.

## Zielgruppe
Der Deutsche Verpackungspreis richtet sich an nationale und internationale Teilnehmer aus der Verpackungswirtschaft und der Konsumgüterindustrie. Teilnehmer sind Designer, Entwickler, Hersteller und Anwender von Packstoffen, Packmitteln, Einzel-, Sammel- und Displaypackungen.  Die Kategorie „Maschinentechnik“ wendet sich an Hersteller von Verpackungsmaschinen und technischen Modulen zur Herstellung von Verpackungen. In der Kategorie „Nachwuchs“ werden besondere Verpackungslösungen von Studierenden, Auszubildenden, Schülerinnen und Schülern ausgezeichnet.

## Kategorien
Der Deutsche Verpackungspreis wird in zehn Kategorien vergeben:
- Design
- Funktionalität & Convenience
- Warenpräsentation
- Wirtschaftlichkeit
- Nachhaltigkeit
- Logistik & Materialfluss
- Neues Material
- Digitalisierung
- Verpackungsmaschinen (Technik, Technologie, Software)
- Nachwuchs (Verpackungskonzepte von Schülern, Auszubildenden, Studierenden)

## Bewertungskriterien
Jede Kategorie wird von der Jury nach eigenen Kriterien beurteilt und gewertet. Die Kriterien sind öffentlich und auf der Webseite des Deutschen Verpackungsinstituts einsehbar. So wird beispielsweise in der Kategorie Nachhaltigkeit nach fünf Kriterien bewertet: Recyclingfähigkeit / Design for Recycling, Ökologische Vorteile, Materialauswahl und -einsatz, Wiederverwendbarkeit  sowie Ressourcennutzung / -schonung.

## Jury
Die Jury bezeichnet sich als unabhängig und überparteilich. Sie setzt sich aus Experten der Fachverbände und der Verpackungsindustrie zusammen. Alle Jurymitglieder werden auf der Webseite des Deutschen Verpackungspreises genannt und vorgestellt. Die Fachjury wird von einem öffentlichen Expertengremium unterstützt, das von den Fachverbänden der Verpackungswirtschaft vorgeschlagen wird.

## Organisation
Die Zahl der Einsendungen ist nicht begrenzt. Einzelne Teilnehmer können mehrere Arbeiten einsenden. Die Teilnahme ist kostenpflichtig. Die Teilnahme am Nachwuchspreis ist kostenfrei.
Die Preisträger werden in einem zweistufigen Prozess ausgezeichnet. In der ersten Stufe sichtet und erprobt die Jury alle Einsendungen und bewertet sie anhand der oben genannten Kriterien. Als Ergebnis zeichnet sie öffentlich einen Kreis von Nominierten aus. Aus den Nominierten werden in der zweiten Stufe die Punktbesten ermittelt und als Verpackungspreisträger ausgezeichnet. Die Prämierung zum Deutschen Verpackungspreis erfolgt ohne Rangfolge. Für jede Prämierung wird eine Begründung gegeben. Der Preis besteht aus Trophäe und Urkunde. Er wird im Rahmen einer Veranstaltung verliehen.